# Weston County
Weston County ist ein County im Bundesstaat Wyoming der Vereinigten Staaten. Bei der Volkszählung 2020 hatte das Weston County 6838 Einwohner. Der Verwaltungssitz (County Seat) ist Newcastle.

## Geographie
Das County hat eine Fläche von 6216 Quadratkilometern; davon sind 6 Quadratkilometer Wasserflächen. Es grenzt im Uhrzeigersinn an die Countys: Crook County, Lawrence County (South Dakota), Pennington County (South Dakota), Custer County (South Dakota), Niobrara County, Converse County und Campbell County.

## Geschichte
Weston County wurde im Jahre 1890 gegründet.

## Demografische Daten

Alterspyramide des Weston Countys

Nach der Volkszählung im Jahr 2000 lebten im Weston County 6644 Menschen. Es gab 2624 Haushalte und 1868 Familien. Die Bevölkerungsdichte betrug 1 Einwohner pro Quadratkilometer. Ethnisch betrachtet setzte sich die Bevölkerung zusammen aus 95,94 % Weißen, 0,12 % Afroamerikanern, 1,26 % amerikanischen Ureinwohnern, 0,20 % Asiaten, 0,02 % Bewohnern aus dem pazifischen Inselraum und 0,93 % aus anderen ethnischen Gruppen; 1,54 % stammten von zwei oder mehr ethnischen Gruppen ab. 2,06 % Prozent der Bevölkerung waren spanischer oder lateinamerikanischer Abstammung.
Von den 2624 Haushalten hatten 31,10 % Kinder und Jugendliche unter 18 Jahre, die bei ihnen lebten. 60,40 % waren verheiratete, zusammenlebende Paare, 7,30 % Prozent waren allein erziehende Mütter, 28,80 % waren keine Familien. 25,00 % waren Singlehaushalte und in 11,50 % lebten Menschen im Alter von 65 Jahren oder darüber. Die Durchschnittshaushaltsgröße betrug 2,42 und die durchschnittliche Familiengröße lag bei 2,88 Personen.
Auf das gesamte County bezogen setzte sich die Bevölkerung zusammen aus 24,10 % Einwohnern unter 18 Jahren, 7,40 % zwischen 18 und 24 Jahren, 26,30 % zwischen 25 und 44 Jahren, 26,70 % zwischen 45 und 64 Jahren und 15,60 % waren 65 Jahre alt oder darüber. Das Durchschnittsalter betrug 41 Jahre. Auf 100 weibliche Personen kamen 103,10 männliche Personen, auf 100 Frauen im Alter ab 18 Jahren kamen statistisch 103,80 Männer.
Das jährliche Durchschnittseinkommen eines Haushalts betrug 32.348 USD, das Durchschnittseinkommen der Familien betrug 40.472. USD. Männer hatten ein Durchschnittseinkommen von 34.321 USD, Frauen 18.640 USD. Das Prokopfeinkommen betrug 17.366 USD. 9,90 % der Familien und 6,30 % der Bevölkerung lebten unterhalb der Armutsgrenze. 11,30 % davon waren unter 18 Jahre und 13,60 % waren 65 Jahre oder älter.

## Orte im Weston County
| City - Newcastle | Town - Upton |

Census-designated places (CDP)
| - Hill View Heights - Osage |

Unincorporated Communitys
| - Clareton - Four Corners |

Ghost Towns
| - Cambria - Tubb Town |